# Elena Martín i Gimeno
Elena Martín i Gimeno (Barcelona, 1992) és una actriu i directora de cinema catalana.

## Trajectòria
Elena Martín es va donar a conèixer interpretant la protagonista de la pel·lícula Les amigues de l'Àgata (2015), el títol de la qual alguns crítics han fet servir per batejar tota una generació de noves cineastes catalanes: una Generació Àgata que factura pel·lícules autobiogràfiques, íntimes i delicades. Martín ha treballat sempre a cavall entre el cinema i el teatre experimental, entre la interpretació i la direcció. Tres anys després del seu debut en la gran pantalla, va signar el seu primer treball com a directora, Júlia ist (2017), on ella mateixa interpreta una jove que abandona Barcelona per viure un Programa Erasmus a Berlín. El film, que va començar com un treball de final de carrera a la Universitat Pompeu Fabra, va acabar per seduir diversos certàmens, com el Festival de Cinema de Màlaga, on va guanyar la Bisnaga de Plata a la millor direcció, o el Festival Internacional de Cinema de València Cinema Jove, on Martín va obtenir el guardó «Un futur de cine». Aquell mateix any participa també al telefim català La dona del segle, de Silvia Quer, i el 2018 és part del repartiment de la pel·lícula Con el viento, de Meritxell Colell.
L'any 2019, va coprotagonitzar amb Max Grosse el curtmetratge Suc de síndria d'Irene Moray, en el que s'explora la sexualitat després d'una vivència dolorosa. El film suposa un retrat de la feminitat des del contacte amb la natura i el plaer per les petites coses i fou guanyador del premi Goya al millor curtmetratge de ficció i del Gaudí al millor curtmetratge.
Després de l'èxit del curtmetratge, Martín va tornar a exercir el rol d'actriu en dues produccions nacionals: A Stormy Night (2020) i Nosaltres no ens matarem amb pistoles (2022)
L'any 2023 estrena el seu segon llargmetratge com a directora: Creatura. El film, on Martín Gimeno és també protagonista, tracta la relació d'una dona amb la seva sexualitat. Fou guardonat amb el premi al millor film europeu de la secció Quinzena de Cineastes al festival de Cannes de 2023 i va ser també tot un èxit als Premis Gaudí de l'any següent, arribant a rebre fins a sis reconeixements, entre ells el premi  Gaudí a la millor direcció i a la millor pel·lícula.
L'any 2023 li van lliurar el guardó de l'Anxova d'Or en la celebració de la Festa de l'Anxova.

## Filmografia
| Any  | Pel·lícula                            | Paper                 | Notes                 |
| ---- | ------------------------------------- | --------------------- | --------------------- |
| 2015 | Les amigues de l'Àgata                | Àgata                 |                       |
| 2017 | Júlia ist                             | Júlia                 | directora i guionista |
| 2017 | La dona del segle                     | Consuelo mare i filla | [ 11 ]                |
| 2018 | Con el viento                         | Berta                 |                       |
| 2019 | Suc de síndria                        | Bàrbara               |                       |
| 2020 | A Stormy Night                        | Bàrbara               | [ 12 ]                |
| 2022 | Nosaltres no ens matarem amb pistoles | Elena                 |                       |
| 2023 | Creatura                              | Mila                  | directora i guionista |